# Solar 1

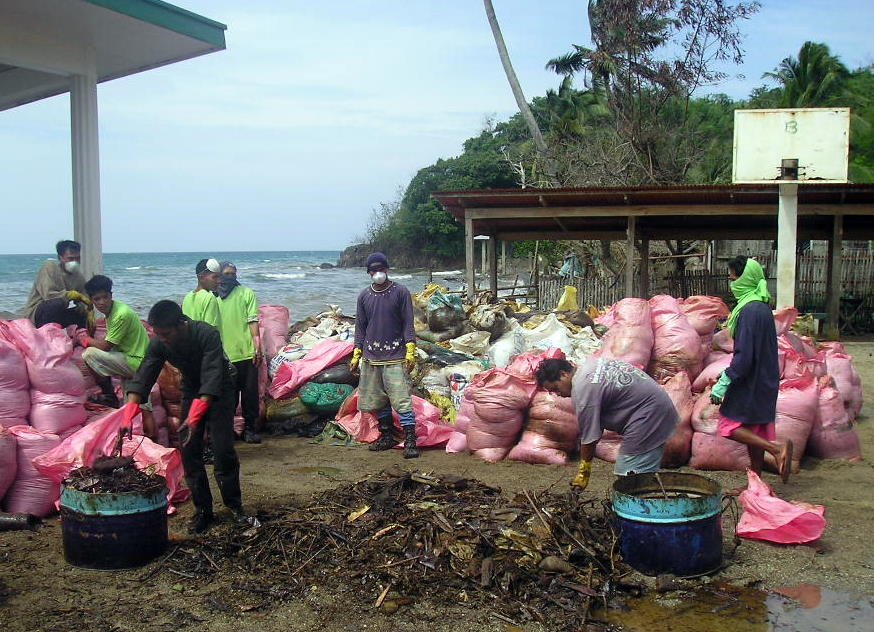
Reinigungsarbeiten nach der Ölverschmutzung durch die Solar 1 in Nueva Valencia, Guimaras, Philippinen

Die Solar 1 war ein philippinischer Öltanker. Das Schiff sank am 11. August 2006 bei der Insel Guimaras mit einer Ladung von etwa 2100 Tonnen Bunkeröl.

## Geschichte
Das am 15. Dezember 1988 in Betrieb genommene Tankschiff hatte eine Vermessung von 998 BRZ und eine Tragfähigkeit von 2129 tdw. Der Tanker wurde am 4. Juli 2001 von der Sunshine Maritime Development in Manila erworben und fuhr bis Ende 2004 unter dem Namen Newhinase. Zum Zeitpunkt des Unfalls fuhr die Solar 1 in einer Charter der philippinischen Petron Corporation.
Am 11. August 2006 geriet das mit einer Ladung von etwa 2100 Tonnen Schweröl der Sorte IFO 217 beladene Schiff in der Guimaras-Straße bei schwerer See in Seenot und sank rund zehn Seemeilen südlich der Insel Guimaras. Bei dem Unglück kamen zwei der zwanzig Besatzungsmitglieder ums Leben. Nahezu die komplette Ladung floss dabei ins Meer, wie spätere Untersuchungen des Wracks zeigten.
Die Maßnahmen nach dem Unfall wurden von der Philippine Coast Guard (PCG) mit Hilfe der Petron Corporation sowie internationaler Unterstützung durchgeführt. Der Ölteppich wurde aus Flugzeugen und Schiffen mit chemischen Lösungsmitteln bekämpft. An Land erstreckte sich die Reinigungsarbeit in der Hauptsache auf die rund 125 km der am stärksten betroffenen Gebiete der Süd- und Südwestküste von Guimaras. Die Korallenriffe und Seegraswiesen im Taklong Island National Marine Reserve wurden stark geschädigt. Die Arbeiten dauerten etwa über drei Monate und wurden von Anwohnern des betroffenen Gebietes und mit Unterstützung von Petron und der PCG durchgeführt. Das gesammelte Material wurde in der Hauptsache in einer Zementfabrik auf der Insel Mindanao verheizt.
Der Unfall der Solar 1 war der erste, der nach dem Small Tanker Oil Pollution Indemnification Agreement (STOPIA 2006), einem freiwilligen Übereinkommen der P&I Clubs (Schiffsversicherer) abgewickelt wurde. Das neue Abkommen beinhaltete einen größeren Höchstbetrag von 20 Millionen Sonderziehungsrechten (SZR) zur Abwicklung eines Schadensfalls eines einzelnen Schiffs mit einer Vermessung unterhalb 29.548 BRZ. Unter der vorher gültigen Civil Liability Convention von 1992 für Schiffe mit einer Vermessung unter 5.000 BRT hatte die Grenze noch bei 4,51 Millionen SZR gelegen.